# Fredrik Engman
Fredrik Jimmy Engman, född 9 januari 1994 på Värmdö, är en svensk speedwayförare. 
Engman körde sitt första år i Elitserien i speedway för Piraterna 2013 då han var med och tog lagets andra guld. I allsvenskan i speedway körde han för Örnarna 2013. 
2013 hade Engman en reservplats i Grand Prix tävlingen som kördes den 27 september i Solna, Stockholm. Han fick köra 5 heat och tog där sina fyra första Grand Prix poäng.
Säsongen 2014,2015 kör han för Piraterna i Elitserien och för Masarna i Allsvenskan.Till säsongen 2016 bytte Engman klubb i Allsvenskan till Västervik då Masarna kom upp i Elitserien. Nu är det 2018 och Engman har bestämt sig för att inte köra i år.